# Pin du tsar Dušan
Le pin du tsar Dušan (serbe : Бор Цара Душана) était un arbre remarquable du Kosovo.

## Histoire
Le pin du tsar Dušan était un géant pin noir situé dans la cour de l'ancien monastère orthodoxe serbe des Saints-Archanges, dans le cimetière du village de Gornje Nerodimlje, Urosevac, Kosovo,.
Le pin a été planté en 1336 par l'empereur Dušan, mais a été coupé et réduit en cendres en 1998-1999 (probablement par des villageois albaniens qui ont aussi détruit le monastère) lors du chaos dans la région. 